# شبه بيلاجيانية

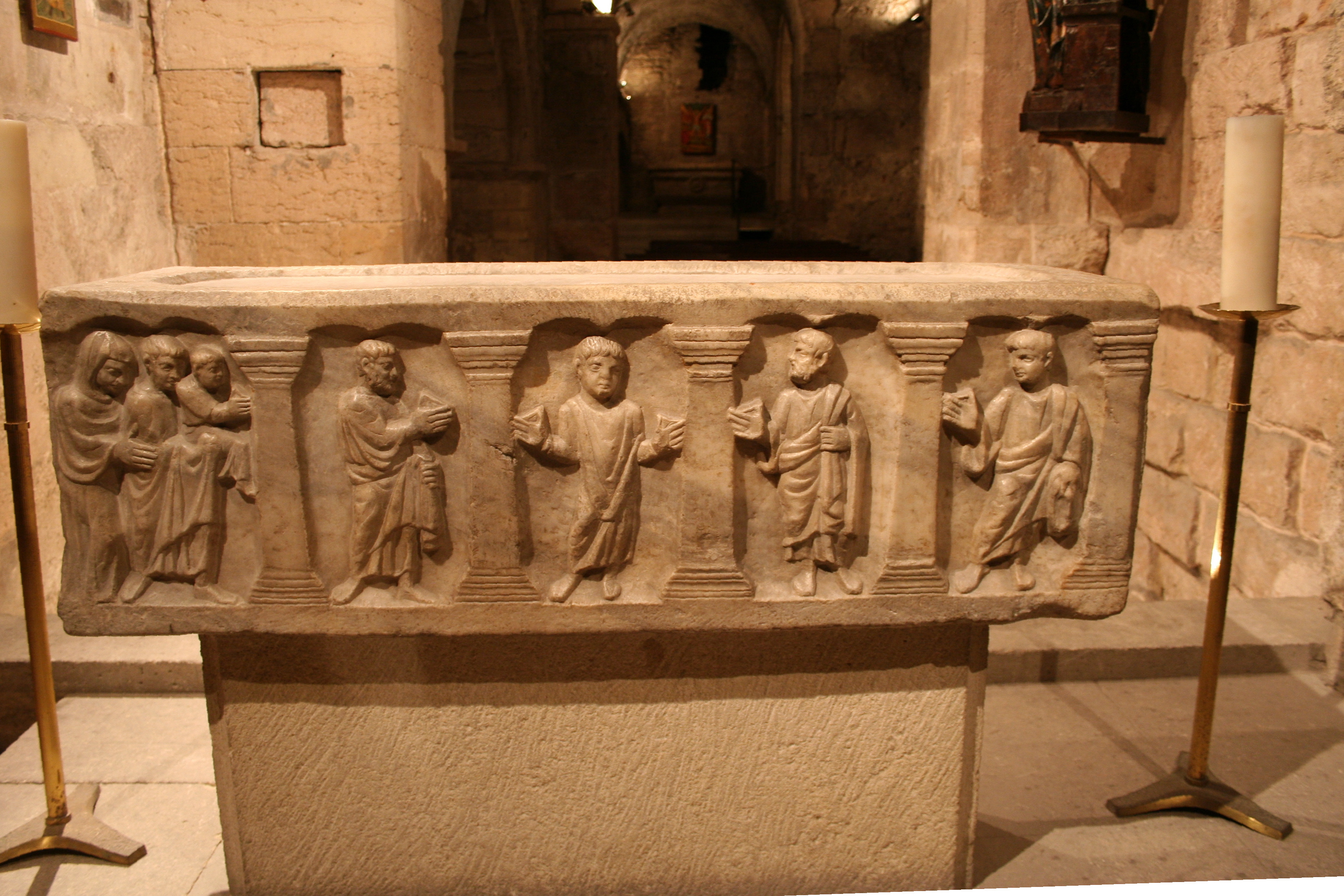

شبه بيلاجيانية تعتبر تسمية مغلوطة لمدرسة مسيحية لاهوتية وخلاصية تهتم بدراسة الخلاص. يقف الفكر الشبه بيلاجياني على النقيض من تعاليم البيلاجيانية السابقة حول الخلاص، والبيلاجيانية (حيث يحقق الناس خلاصهم باختياراتهم الخاصة) تم رفضها باعتبارها هرطقة. تم تطوير الشبه بيلاجيانية في شكلها الأصلي كحل وسط بين البيلاجيانية وتعاليم آباء الكنيسة مثل القديس أوغسطينوس الذي علم أن الناس لا يمكن أن يأتوا إلى الله بدون نعمة الله. لذلك ففي الفكر شبه البيلاجياني يتم التمييز بين بداية الإيمان ونموه. يعلّم الفكر الشبه بيلاجياني أن النمو في الإيمان هو عمل الله، في حين أن بداية الإيمان هي فعل إرادة حرة مع النعمة كهبة تعطى لاحقًا فقط. وصفتها الكنيسة الغربية بأنها هرطقة أيضا في المجلس الثاني لأورانج عام 529م.
تعلم الكاثوليكية أن بداية الإيمان تتضمن فعل إرادة حرة ولكن المبادرة تأتي من الله، ولكنها تتطلب تعاونًا حرا من جانب الإنسان: «إن عمل الله الأبوي هو أولاً بمبادرة منه، ثم يتبعه فعل الإنسان الحر من خلال تعاونه». «بما أن المبادرة تعود إلى الله في ترتيب النعمة، فلا يمكن لأحد أن يستحق النعمة الأولية للغفران والتبرير في بداية الاهتداء، ولكن بدافع من الروح القدس والمحبة يمكننا بعد ذلك أن نستحق لأنفسنا النعم التي نحتاجها لتقديسنا، ولتحقيق الحياة الأبدية»
يعتبر مصطلح «شبه بيلاجيانية» تسمية خاطئة من قبل العلماء. البدائل المقترحة تشمل: «مسيليانية»، و«شبه الأوغسطينية»، و«ضد الأوغسطينية»، و«ضد الجبرية». يُعرف الخلاف اللاهوتي التاريخي أيضًا باسم الجدل الأوغسطيني.  وكثيرا ما استخدمت «شبه بيلاجيانية» بمعنى ازدرائي.

## اللاهوت البيلاجياني وشبه البيلاجياني
البيلاجيانية هي التعليم القائل بأن الناس لديهم القدرة على طلب الله بأنفسهم بعيدًا عن أي تدخل من الله أو الروح القدس، وبالتالي فإن الخلاص يحتاج إلى مجهودهم الخاص. أخذت العقيدة اسمها من بيلاجيوس، وهو راهب بريطاني اتُهم بالهرطقة في العقيدة (يعتقد أنه هو نفسه ادعى في رسائله أن الإنسان لا يفعل الخير إلا بالنعمة، مدعيًا فقط أن جميع الناس لديهم إرادة حرة بعطية الله)؛ عارضها بشكل خاص أوغسطينوس وأعلنها البابا زوسيموس هرطقة في عام 418، لرفضها وجود الخطيئة الأصلية وتعليمها بأن الإنسان في ذاته وبطبيعته قادر على اختيار الخير.
في الفكر شبه البيلاجياني، يشارك كل من الله والإنسان في عملية الخلاص. يتخذ البشر خيارات بإرادة حرة يعينها الله من خلال الخلق، والنعمة الطبيعية، والنعمة «الفائقة للطبيعة»، وقيود الله على التجارب الشيطانية؛ ويجلب الله الإنسان باستمرار إلى الاختيارات الحقيقية، ويعين الله أيضًا عملية النمو الروحي للخلاص، فالعملية تبدو برمتها نعمة. التركيز على اللحظات المحددة للقرارات البشرية يأتي دائمًا في سياق نعمة الله الشاملة. تشبه الشبه بيلاجيانية التآزرية، وهي عقيدة آباء الكنيسة التقليدية.

## عصر آباء الكنيسة
لم يكن مصطلح «شبه بيلاجيانية» معروفًا في العصور القديمة، حيث ظهر لأول مرة فقط في الربع الأخير من القرن السادس عشر. تم استخدامه فيما يتعلق بعقيدة مولينا عن النعمة. يعتقد معارضوه أنهم رأوا تشابهًا وثيقًا مع الآراء التي دعا إليها رهبان جنوب الغال في مرسيليا وحولها بعد عام 428م. بعد أن تم الكشف عن هذا الخلط بين أفكار مولينا وأفكار رهبان مرسيليا كخطأ، تم الاحتفاظ بمصطلح «شبه بيلاجيانية» الذي تم صياغته حديثًا في الدوائر التعليمية كتسمية مناسبة لآراء هؤلاء الرهبان، والتي قيل إنها تهدف إلى حل وسط بين البيلاجيانية والأوغسطينية، وأدينت باعتبارها هرطقة في مجلس أورانج الثاني (529) بعد الخلافات التي امتدت لأكثر من مائة عام. لكن الرهبان - انسجامًا مع آباء الصحراء - اعتبروا أن تعاليمهم هي تعاليم الكنيسة القديمة.

## تطور المصطلح والاستخدام اللاحق
أول استخدام لمصطلح «شبه بيلاجيانية» كان بواسطة ثيودور بيزا. ترفض «الصيغة اللوثرية للكونكورد» (1577) «العقيدة الكاذبة لشبه البيلاجيين الذين يعلمون أن الإنسان بقوته الخاصة يمكنه أن يبدأ تحوله، لكنه لا يستطيع تحقيقه بالكامل بدون نعمة الروح القدس». وبين عامي 1590 و1600 تم تطبيق مصطلح «شبه بيلاجيانية» على عقيدة النعمة التي وضعها لويس دي مولينا، والتي اتُهمت في ذلك الوقت بالتشابه مع تعاليم الماسيليين.

### الأرثوذكسية الشرقية
تؤكد الكنيسة الأرثوذكسية عمومًا على العقيدة التآزرية للتألّه في مفهومها عن الخلاص كعملية تحول شخصي إلى شبه الله في المسيح من خلال الروح. يربط التأله بشكل وثيق بين أفكار التبرير والتقديس حيث يتم الحصول على الخلاص من خلال تأله الإنسان. يتم رفض هذه العقيدة أحيانًا على أنها شبه بيلاجيانية من قبل اللاهوتيين من التقليد البروتستانتي الكلاسيكي على أساس أنها تشير إلى أن الإنسان يساهم في خلاصه. تم رفض الاتهام من قبل المسيحية الأرثوذكسية والتي على عكس التقاليد الغربية الراسخة بقيت في معظمها غير متأثرة باللاهوت الأوغسطيني وترى أنه «من أجل أن يفعل المتجدد الخير الروحي - لأن أعمال المؤمن تساهم في الخلاص ويتم عملها بواسطة نعمة روحيًة خارقة للطبيعة - من الضروري أن يُرشد ويُحصَن بالنعمة، وبالتالي فهو غير قادر بنفسه على القيام بأي عمل يستحق الحياة المسيحية».
يُعتبر جون كاسيان - المعروف على وجه الخصوص بتعاليمه عن التألّه - قديسًا في الكنائس الشرقية وكذلك في الكاثوليكية الرومانية. ويُعتبر عمومًا من أوائل المؤيدين لشبه البيلاجيانية. لكن بعض العلماء الجدد ينفون أن تكون آرائه في الواقع شبه بيلاجيانية. تكتب لورين بريستاس: «بالنسبة لكاسيان فالخلاص من البداية إلى النهاية هو بتأثير نعمة الله، إنه إلهي بالكامل». يقول أوغسطين كاسيدي إن كاسيان «يؤكد بصلابة أن نعمة الله وليس إرادة الإنسان الحرة هي المسؤولة عن كل ما يتعلق بالخلاص، حتى الإيمان». يرى آخرون أن «وجهة نظر كاسيان كزعيم ثوري شبه بيلاجياني تستند إلى التسلسل الزمني الحدسي». تضم الكنيسة الرومانية الكاثوليكية جون كاسيان في قائمتها الرسمية للقديسين المعترف بهم، وتستشهد به في التعليم المسيحي للكنيسة الكاثوليكية. لم يؤيد أوغسطينوس تمامًا، وبينما قبل اللاهوتيون الكاثوليك لاحقًا سلطة أوغسطينوس، فقد فسروا وجهات نظره في ضوء مفكرين مثل كاسيان. يعتبر الغرب والشرق كلاً من جون كاسيان وأوغسطينوس قديسين.

### الكالفينية والأرمينيانية
انظر تاريخ الجدل الكالفيني - الأرميني.
في الآونة الأخيرة، تم استخدام كلمة «شبه بيلاجياني» في المعسكر البروتستانتي الكالفيني لتسمية أي شخص ينحرف عما يعتبرونه عقائد أوغسطينية للسيادة والخطيئة الأصلية والنعمة: وعلى الأخص الأرمينيانيين البروتستانت والروم الكاثوليك. على الرغم من اختلاف اللاهوت الكالفيني واللوثري في علم الخلاص اختلافًا كبيرًا في قضايا مثل طبيعة التعيين المسبق والدور الخلاصي للأسرار المقدسة، فإن كلا فرعي البروتستانتية التاريخيين يدعيان أن لاهوت أوغسطينوس هو الملهم الرئيسي.
اختلف العديد من الأرمينيانيين مع هذا التعميم، معتقدين أنه تشهيري لجاكوب أرمينيوس (الذي اشتقت من اسمه الأرمينيانية) والمحتجون الذين حافظوا على آرائه بعد وفاته. جون ويسلي (وهو الانجليكاني المدافع عن الأرمينيانية ومؤسس الميثودية الويزلية) وأرمينيانيين ويزليين كلاسيكيين بارزين أخرين حافظوا على عقيدة فريدة تختلف في درجات دقتها بخصوص الخطيئة التي وصفت بأنها «الفساد الكلي» و «الحرمان كامل» للجنس البشري، وهي ليست مطابقة للعقيدة الكالفينية بخصوص الخطيئة الأصلية والفساد التام ولكن غالبًا ما يتم الخلط بينهما. وفقًا لجون ويسلي، في حين أن الإنسان بطبيعته «فاسد تمامًا»، فلا أحد يولد في مثل هذه الحالة.  في مواجهة الفساد الكلي للكالفيني الذي يعلم أن البشر يولدون موتى روحيًا، علم ويسلي أن جميع البشر يولدون في حالة من النعمة السائدة وقادرون على الاستجابة وطلب الله. وبالمثل، منذ مجمع أورانج (529)، أدانت الكنيسة الرومانية الكاثوليكية شبه البيلاجيانية ولم تقبل التفسير الكالفيني لأوغسطنوس 

### الينسينية واليسوعيون
في القرن الثامن عشر، اتهم اليسوعيون اليانسينيين بتأكي المذاهب الأوغسطينية الراديكالية للكالفينية. اليانسينيون بدورهم اتهموا اليسوعيين بالشبه بيلاجيانية. أيد الإقرار البابوي للبابا كليمنت الحادي عشر عام 1713 اعتراضات اليسوعيين في إعلانه أن الينسينية هرطقة.